# Коциха
Коциха (слч. Kociha) насељено је мјесто са административним статусом сеоске општине (слч. obec) у округу Римавска Собота, у Банскобистричком крају, Словачка Република.

## Становништво
| Година:    | 1994. | 2004.   | 2014.   | 2024.   |
| ---------- | ----- | ------- | ------- | ------- |
| Број људи: | 245   | 230     | 213     | 193     |
| Разлика:   |       | -6,12 % | -7,39 % | -9,38 % |

| Година:    | 2023. | 2024.   |
| ---------- | ----- | ------- |
| Број људи: | 195   | 193     |
| Разлика:   |       | -1,02 % |

Према подацима о броју становника из 2011. године насеље је имало 220 становника.